# Spitzkopfagamen
Spitzkopfagamen (Pseudocalotes) ist eine asiatische Echsengattung aus der Familie der Agamen (Agamidae), die im festländischen Südostasien, auf der indonesischen Insel Sumatra und im Süden von China (Guangxi und angrenzende Regionen) vorkommt. Die Tiere leben vor allem in Wäldern in bergigen Regionen.

## Merkmale
Spitzkopfagamen ähneln den Schönechsen (Calotes), sind aber zierlicher und schlanker. Der Kopf ist schmaler, eher länglich und die Beine sind kürzer. Die Rückenschuppen sind unterschiedlich in Größe und Form und sie sind etwas unregelmäßig angeordnet. Der Nackenkamm ist gut ausgebildet und hoch, der Rückenkamm ist dagegen nur angedeutet und niedrig. Von anderen, nah verwandten Agamengattungen unterscheidet sich Pseudocalotes durch die im Folgenden aufgeführten morphologischen Eigenschaften. Die seitlich am Kopf gelegenen Schuppen sind glatt. Postorbitale Stacheln und Stacheln am Hinterkopf fehlen. Die Schuppen an den Seiten der Kiefer sind vergrößert. Unterhalb der Augen befinden sich normalerweise eine oder mehrere Schuppenreihen, wobei die mittlere deutlich vergrößert ist. Die Schuppen in der Mitte der Kehle sind deutlich kleiner als anderen Kehlschuppen.

## Arten

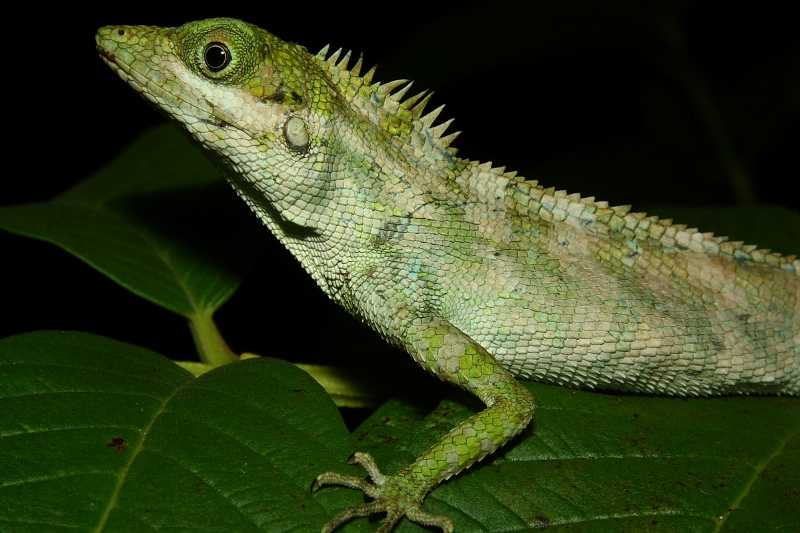
Pseudocalotes andamanensis

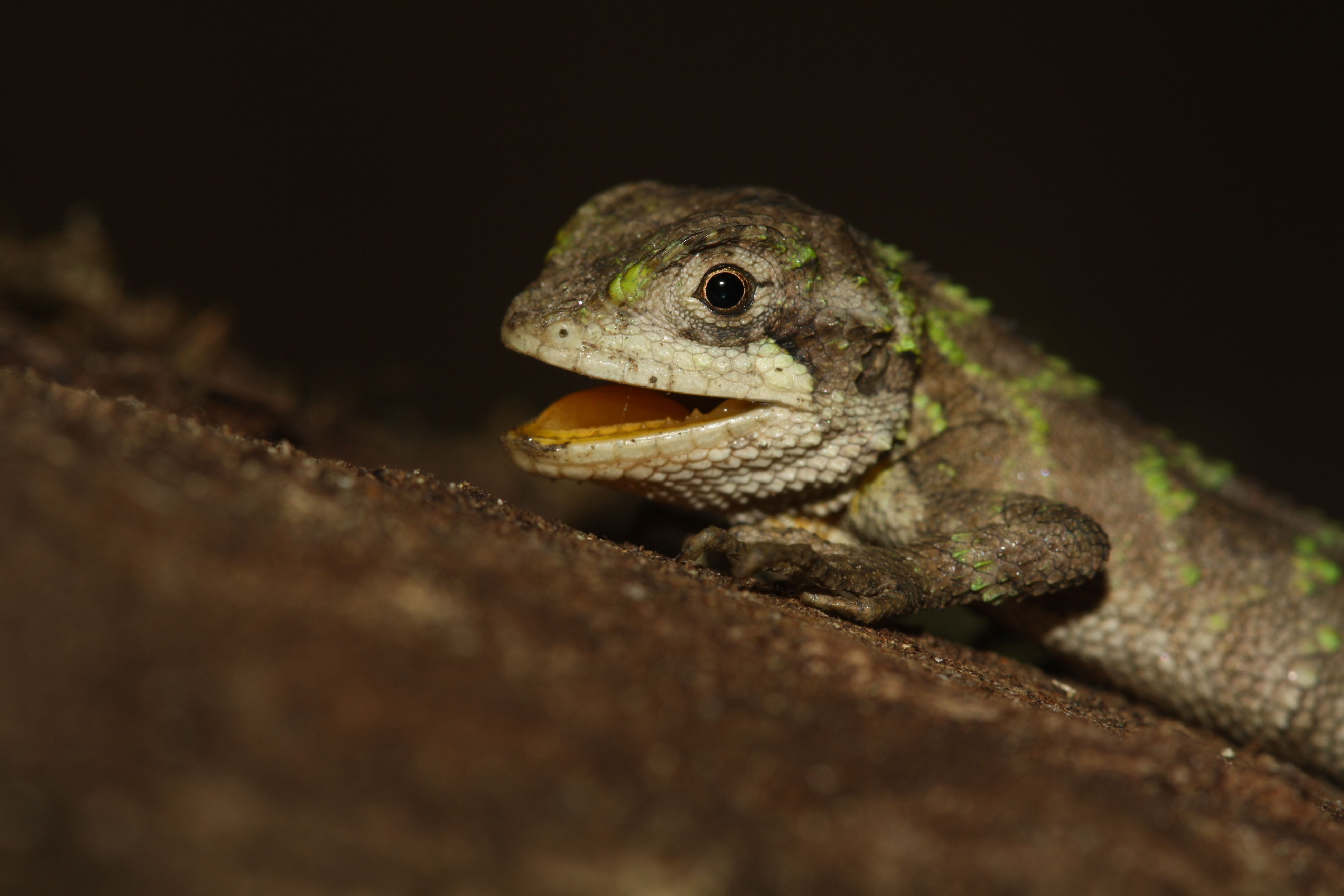
Pseudocalotes austaniana

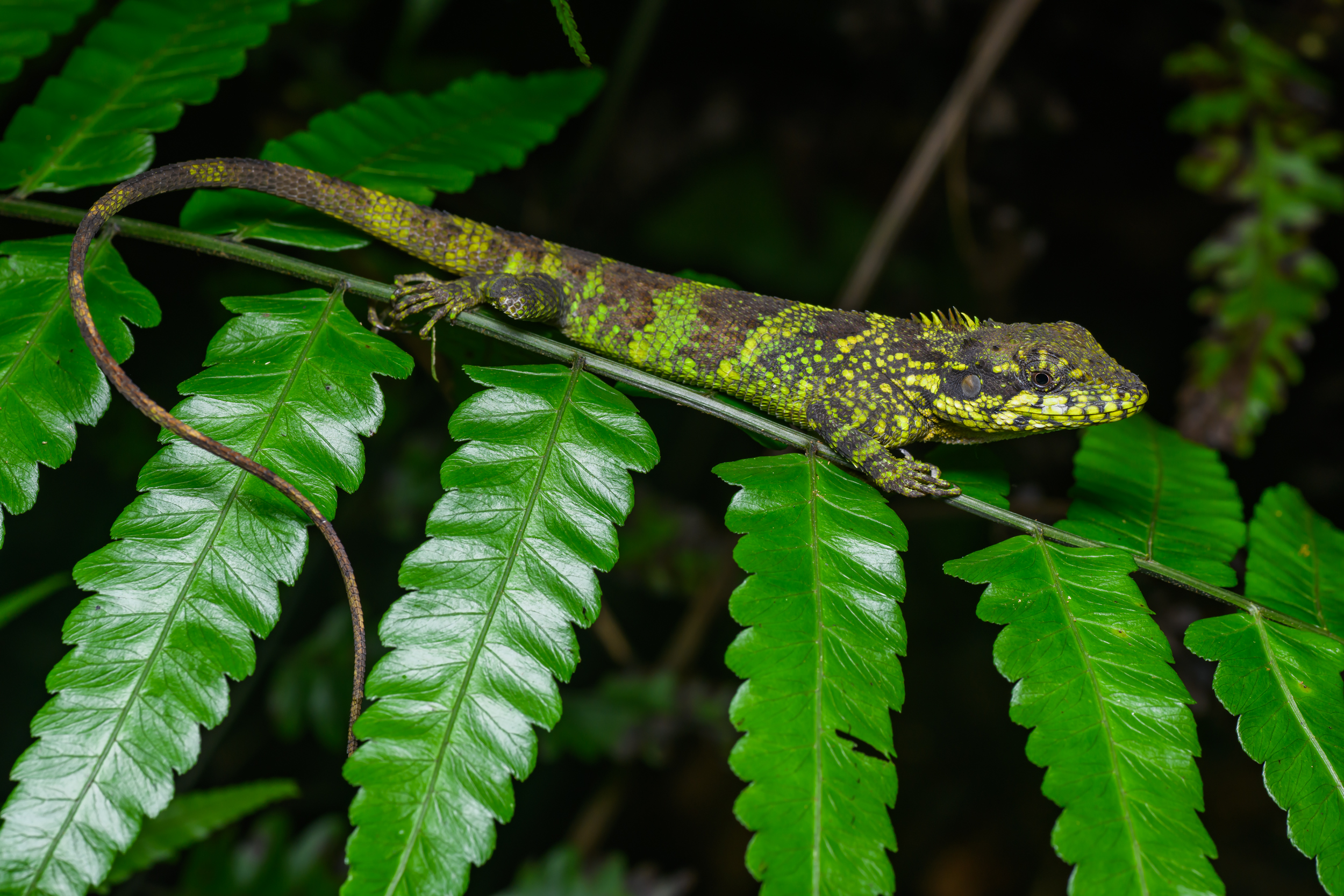
Pseudocalotes kakhienensis

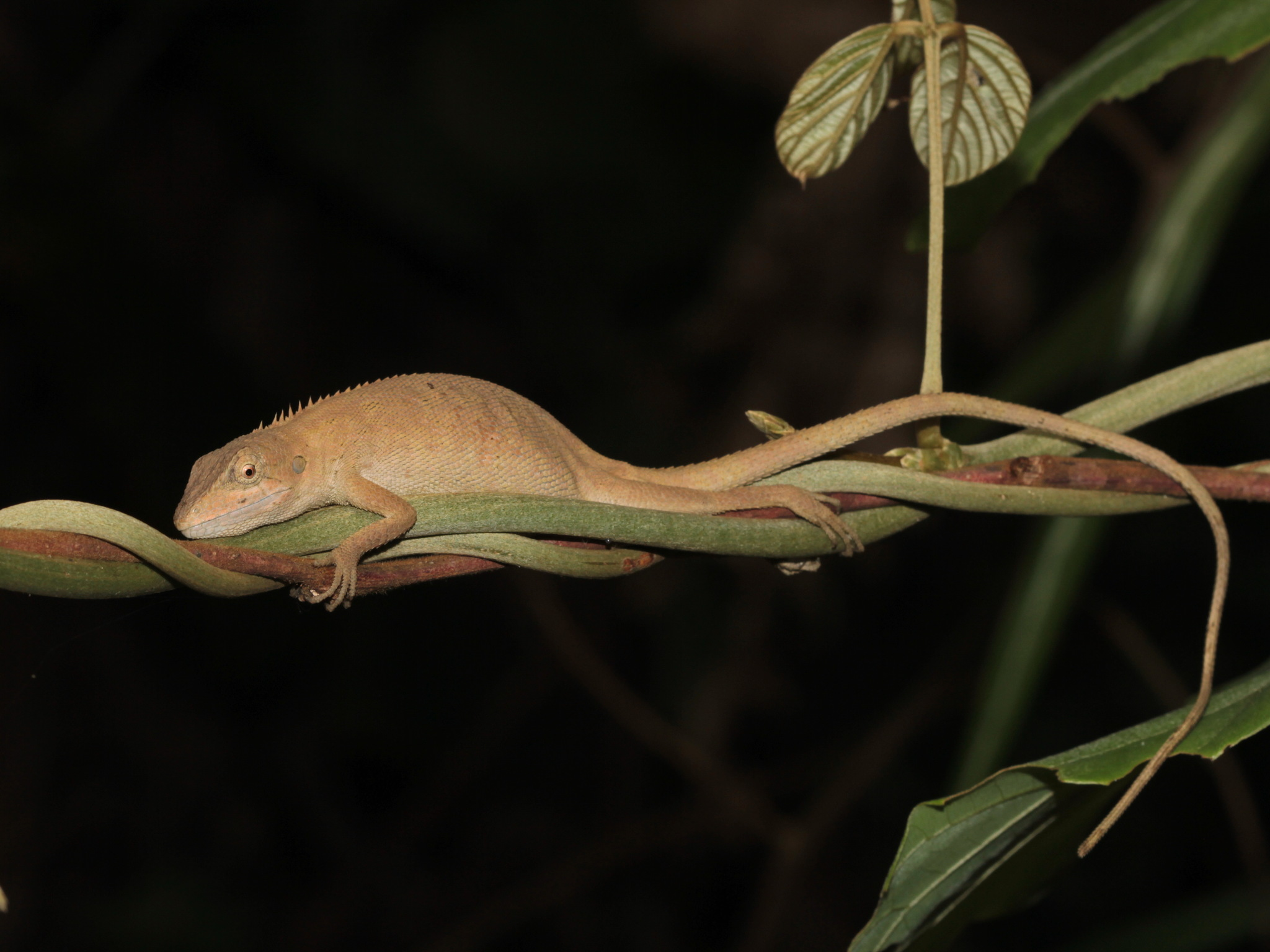
Pseudocalotes microlepis

Zu Pseudocalotes gehören alle Agamenarten der Unterfamilie Draconinae, die näher mit Pseudocalotes tympanistriga verwandt sind, als mit Diploderma polygonatum und Acanthosaura lepidogaster. Insgesamt gibt es 22 Arten:
- Pseudocalotes andamanensis (Boulenger, 1891)
- Pseudocalotes austeniana (Annandale, 1908)
- Pseudocalotes baliomus Harvey, Shaney, Hamidy, Kurniawan & Smith, 2017[4]
- Pseudocalotes bapoensis (Yang, Su & Li, 1979)
- Pseudocalotes brevipes (Werner, 1904)
- Pseudocalotes cybelidermus Harvey, Hamidy, Kurniawan, Shaney & Smith, 2014
- Pseudocalotes dringi Hallermann & Böhme, 2000
- Pseudocalotes drogon Grismer, Quah, Wood, Anuar, Muin, Davis, Murdoch, Grismer, Cota & Cobos, 2016
- Pseudocalotes flavigula (Smith, 1924)
- Pseudocalotes floweri (Boulenger, 1912)
- Pseudocalotes guttalineatus Harvey, Hamidy, Kurniawan, Shaney & Smith, 2014
- Pseudocalotes kakhienensis (Anderson, 1879)
- Pseudocalotes khaonanensis Chan-Ard, Cota, Makchai & Laoteow, 2008
- Pseudocalotes kingdonwardi (Smith, 1935)
- Pseudocalotes larutensis Hallermann & Mcguire, 2001
- Pseudocalotes microlepis (Boulenger, 1888)
- Pseudocalotes poilani (Bourret, 1939)
- Pseudocalotes rhaegal Grismer, Quah, Wood, Anuar, Muin, Davis, Murdoch, Grismer, Cota & Cobos, 2016
- Pseudocalotes rhammanotus Harvey, Hamidy, Kurniawan, Shaney & Smith, 2014
- Pseudocalotes saravacensis Inger & Stuebing, 1994
- Pseudocalotes tympanistriga (Gray, 1831)
- Pseudocalotes viserion Grismer, Quah, Wood, Anuar, Muin, Davis, Murdoch, Grismer, Cota & Cobos, 2016
- Pseudocalotes ziegleri Hallermann, Truong, Orlov & Ananjeva, 2010